# Baksan (miasto)
Baksan (ros.: Баксан; kabard.: Бэхъсэн; karaczaj.-bałk.: Бахсан) – miasto w Rosji, w Kabardo-Bałkarii, na lewym brzegu rzeki Baksan, siedziba administracyjna rejonu baksańskiego. W 2010 roku liczyło ok. 37 tys. mieszkańców. Ośrodek przemysłu elektromaszynowego (fabryka części samochodowych) i lekkiego (zakłady włókiennicze). W pobliżu miasta znajduje się elektrownia wodna.

## Historia
Pierwsze wzmianki o osadnictwie na terenach dzisiejszego Baksanu pochodzą z 1748 roku. W 1822 roku wzniesiono w tym miejscu fortyfikacje wchodzące w skład tzw. Kaukaskiej Linii Wojennej. Wieś o nazwie Baksan została założona w 1891 roku przez przesiedleńców z Ukrainy i środkowej Rosji. W 1960 roku do miejscowości przyłączono wieś Staraja Kriepost´ (Kuczmazukino), a w 1965 roku przekształcono ją w osiedle robotnicze. Baksan otrzymał prawa miejskie w 1967 roku.